# Zakazoecha
Zakazoecha (Russisch: заказуха) is een term die in Rusland wordt gebruikt voor het plaatsen van reclameachtige artikelen door nieuwsmedia tegen betaling. Zowel bedrijven als politici maken zich schuldig aan deze vorm van betaalde journalistiek.
Deze praktijk van 'artikelen op bestelling' is wijdverspreid in de Russische nieuwsmedia en kwam aan het licht toen een pr-organisatie bij wijze van proef een aantal Moskouse kranten geld aanbood als ze een positief (niet bestaand) artikel wilden publiceren. Zestien kranten wilden hier wel over onderhandelen zonder de gegevens te zijn nagegaan en dertien wilden het uiteindelijk wel publiceren.